# ياو سيمون كوفي
ياو سيمون كوفي (28 أكتوبر 1982) لاعب كرة قدم عاجي يلعب حاليا لصالح نادي البديع البحريني في مركز الوسط المدافع من 2015.